# Сайидов, Феруз Бешимович
Феруз Бешимович Сайидов (узб. Feruz Beshimovich Sayidov; род. 7 октября 1987 года, Узбекская ССР) ― узбекский дзюдоист-паралимпиец, выступающий в весовой категории до 73 кг. Бронзовый призёр Летних Паралимпийских игр 2016 года и чемпион Летних Паралимпийских игр 2020, чемпион и призёр Параазиастких игр, победить и призёр Чемпионата Азии.

## Карьера
В 2014 году на Летних Параазиатских играх в Инчхоне (Республика Корея) в весовой категории до 73 кг в финале одержал победу над иранским дзюдоистом Мохаммад Али Шанани и выиграл золотую медаль игр. На Чемпионате мира по дзюдо среди слепых и слабовидящих в Колорадо (США) выиграл бронзовую медаль.
В 2016 году на Летних Паралимпийских играх в Рио-де-Жанейро (Бразилия) в весовой категории до 73 кг в борьбе за бронзовую медаль одержал победу над кубинцем Герардо Родригес Рейес. В этом же году президент Узбекистана Шавкат Мирзиёев наградил Феруза медалью «Жасорат».
В 2017 году на Играх исламской солидарности в Баку (Азербайджан) в весовой категории до 73 кг среди параспортменов в финале уступил Рамилю Гасымову из Азербайджан и таким образом завоевал серебряную медаль игр. На Чемпионате Азии по дзюдо среди слепых и слабовидящих в Ташкенте выиграл золотую медаль в весовой категории до 73 кг, победив в финале соотечественника Давурхона Кароматова.
В 2018 году на Летних Параазиатских играх в Джакарте (Индонезия) в весовой категории до 73 кг в финале уступил корейскому дзюдоисту Сынджун Янгу и завоевал серебряную медаль. В этом же году на Чемпионате мира по дзюдо среди слепых и слабовидящих в Лиссабоне (Португалия) выиграл золотую медаль в своей весовой категории. В 2019 году на Чемпионате Азии по дзюдо среди слепых и слабовидящих в Атырау (Казахстан) в весовой категории до 73 кг завоевал бронзовую медаль.
В 2021 году на Летних Паралимпийских играх в Токио (Япония) в весовой категории до 73 кг в финале одержал победу над Темиржаном Даулета из Казахстана и таким образом стал олимпийским чемпионом. В этом же году президент Узбекистана Шавкат Мирзиёев присвоил Ферузу почетное звание «Узбекистон ифтихори» («Гордость Узбекистана»).